# Zenon Pijanowski
Zenon Pijanowski (ur. 1941, zm. 18 października 2024) – polski inżynier środowiska, profesor, dziekan WIŚiG AR w Krakowie (1999–2005).

## Życiorys
W 1964 ukończył studia inżynierii środowiska na Uniwersytecie Rolniczym im. Hugona Kołłątaja w Krakowie, w 1974 obronił pracę doktorską, w 1993 habilitował się na podstawie pracy zatytułowanej Analiza stosowanych długości uprawowych oraz ustalenie optymalnej długości działek i gęstości dróg rolniczych w Polsce południowej. W 2002 uzyskał tytuł profesora nauk rolniczych. Pracował na Politechnice Rzeszowskiej im. Ignacego Łukasiewicza.
Był członkiem i członkiem prezydium Komitetu Zagospodarowania Ziem Górskich PAN.
Został zastępcą przewodniczącego Komitetu Melioracji i Inżynierii Środowiska Rolniczego Polskiej Akademii Nauk i prezesem Polskiego Towarzystwa Rozwoju Ziem Górskich.

## Odznaczenia
- Krzyż Kawalerski Orderu Odrodzenia Polski (2000)[5]